# خالد نزار
اللواء خالد نَزّار، ولد بقرية سريانة التابعة حاليًا لولاية باتنة في 27 ديسمبر 1937؛ عسكري جزائري، وهو رابع رئيس أركان للجيش الجزائري، وكان أحد مؤيدي الانقلاب على نتائج الانتخابات التشريعية التي جرت في ديسمبر 1991، وكان الرجل القوي في النظام الجزائري خلال الفترة بين 1990 و1993. أصدرت المحكمة العسكرية في البليدة عقوبة السجن 20 عاما بحق وزير الدفاع السابق الجنرال خالد نزار ونجله لطفي، بتهمة المساس بسلطة الجيش والتآمر ضد سلطة الدولة.

## قبل الاستقلال
ينحدر خالد نزار من منطقة الأوراس بباتنة، وقد ولد في عائلة كثيرة العدد إذ بها أربعة عشر فردا  وكان والده يعمل رقيبا في الجيش الفرنسي. وقد سلك خالد نزار طريق والده، رغم أن الثورة الجزائرية كانت قد انطلقت آنذاك، إذ التحق عام 1955 بالمدرسة الحربية الفرنسية سان مكسان (Saint-Maixent)، ولكن ما لبث حتى فر في آخر عام 1958 من الجيش الفرنسي ليلتحق بالناحية الأولى لجيش التحرير الوطني الجزائري التي كان على رأسها الشاذلي بن جديد. وقد وجهت له الشكوك آنذاك بحكم التحاقه المتاخر بالثورة. وعلى كل حال فقد بقي بتونس يقوم بتدريب الثوار، حتى حصلت الجزائر على استقلالها عام 1962.

## الجنرال
وفي عام 1982 أصبح قائدا للمنطقة العسكرية الخامسة بقسنطينة، ثم قائدًا للقوات البرية ونائبًا لرئيس أركان الجيش الوطني الشعبي في 16 يونيو 1987.
وفي أحداث أكتوبر 1988 كُلّف بإعادة النظام، وقد سقط في تلك الأحداث 600 من القتلى  ثم في 10 جويلية 1990 عيّنه الرئيس الشاذلي بن جديد وزيرا للدفاع، وبقي بهذا المنصب إلى 27 جويلية 1993. وتمكن من موقعه أن يقود الانقلاب على الانتخابات التي فازت الجبهة الإسلامية للإنقاذ بالدورة الأولى منها، وأجبر بن جديد في جانفي 1992 على الاستقالة. ثم كان في المجلس الأعلى للدولة. وفي عام 1993، تعرض لمحاولة اغتيال فاشلة، وهو ما جعله يبتعد شيئا فشيئا إلى أن انسحب من الحياة السياسية بعد تسلم السلطة من قبل اليامين زروال عام 1994. وفي جويلية 2000 أسس مع أبنائه الثلاثة شركة لخدمات الإنترنت رأسمالها 6 ملايين دينار جزائري.
يتهم بكونه حمى استعمال التعذيب خلال الفترة التي تولى فيها وزارة الدفاع فيما بين عامي 1991 و1993، وقد رفعت ضده شكاوى بهذا الصدد في العاصمة الفرنسية باريس عامي 2001  و2002. اتهمه الشاذلي بن جديد بكونه جاسوسا لفرنسا، وهو ما فنده نزار بصفة قطعية. كما لخالد نزار اتهامات عديدة باستعمال الرصاص الحي في مظاهرات 1988 وصرح نزار بأن قوات الفض التي أُرسلت لفض المظاهرات لم تكن تمتلك الرصاص المطاطي.

## كتاباته
صدر لخالد نزار ما يلي:
- Récits de combats (مذكرات) وقد صدر عن منشورات الشهاب بالجزائر عام 2002.
- Sur le Front égyptien: la 2e brigade portée algérienne, 1968-1969 (على الجبهة المصرية: اللواء المتحرك الثاني الجزائري، 1968-1969).
- Algérie, le Sultanat de Bouteflika (الجزائر، سلطنة بوتفليقة)، وقد صدر عن منشورات لارغانيي (L'Arganier) الفرنسية عام 2003 في 120 ص.
- Algérie : Echec à une régression programmée (الجزائر: إفشال تقهقر مبرمج)، صدر بفرنسا عام 2001، في 263 ص.
- (Algérie : Journal de guerre (1954-1962 (الجزائر: مسيرة الحرب: 1954-1962)، صدر بفرنسا عام 2004.
- Le procès de Paris. L'armée algérienne face à la désinformation (محاكمة باريس: الجيش الجزائري في مواجهة التضليل الإعلامي)، وقد صدر بفرنسا عام 2003. وقد دافع فيه عن إيقاف المسار الانتخابي عام 1992 «دفاعا عن المسار الديمقراطي».

## وفاته
أعلن عن وفاته في 29 ديسمبر 2023 عن عمر ناهز السادسة والثمانين، وكانت الصحف قد تداولت خبر دخوله إلى الإنعاش بعد وقعة صحية أصابته.